# Klein Rheide
Klein Rheide (en danois : Lille Rejde) est une municipalité allemande située dans le land du Schleswig-Holstein et dans l'arrondissement de Schleswig-Flensbourg. En 2015, sa population est de 339 habitants.